# Soriatitan golmayensis

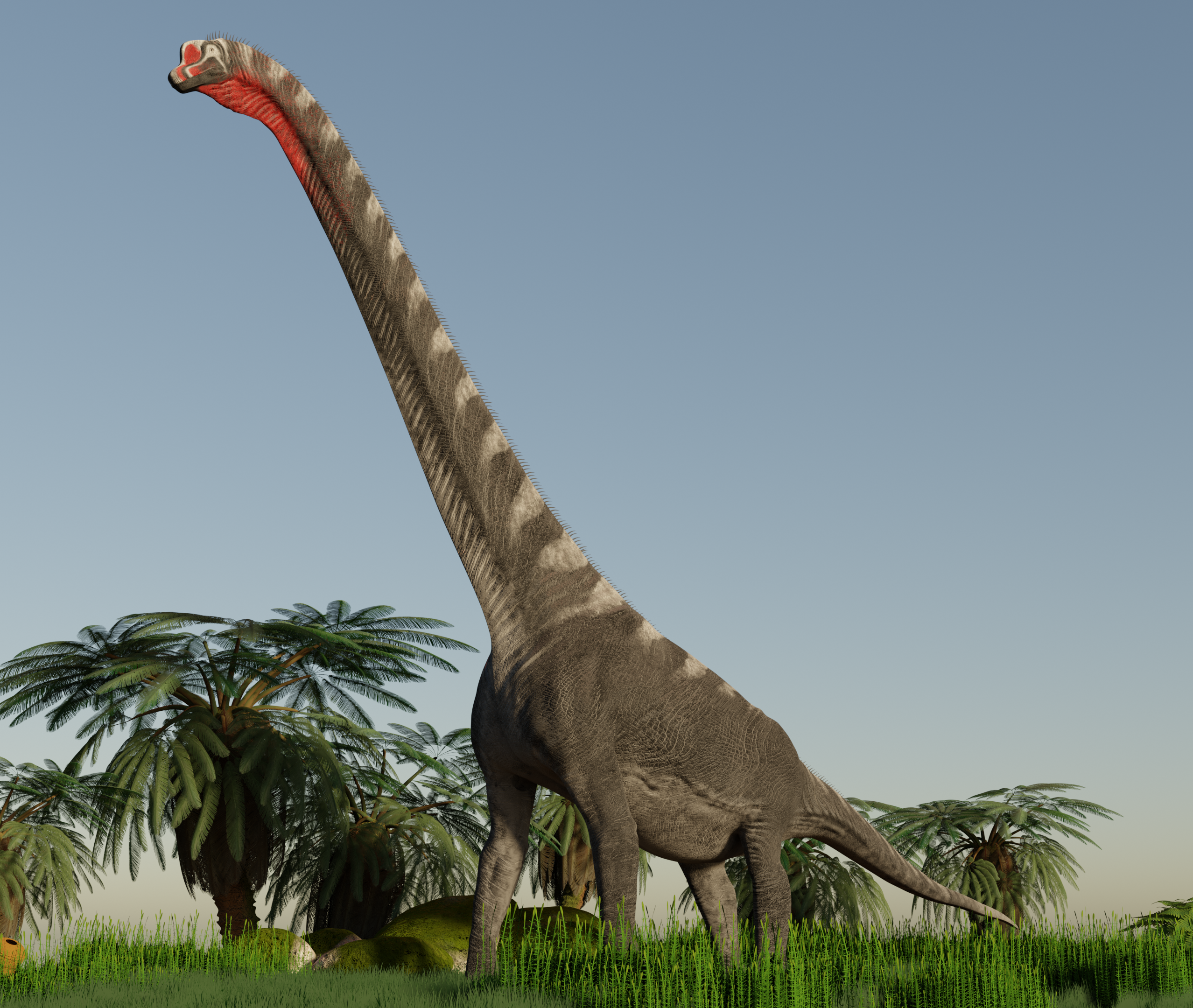
Recreación de Soriatitan

Soriatitan golmayensis es la única especie conocida del género extinto Soriatitan ("titán de Soria") de dinosaurio saurópodo braquiosáurido que vivió a principios del período  Cretácico, entre 138 a 129 millones de años, desde el Hauteriviense al Barremiense en lo que es hoy Europa.

## Descripción

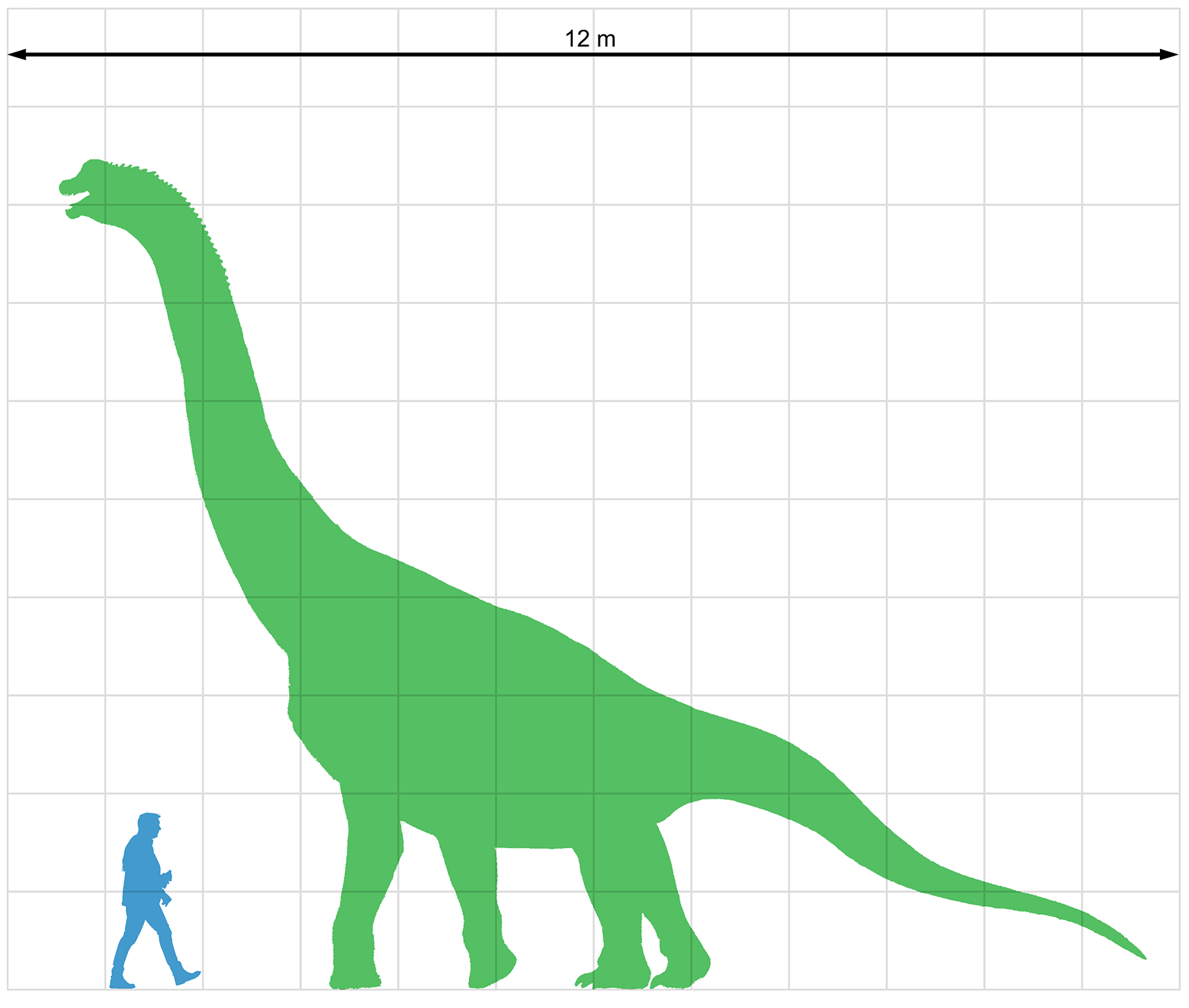
Tamaño de Soriatitan golmayensis comparado con un humano.

El material conocido de S. golmayensis (MNS 2001/122) consiste de un diente, tres vértebras dorsales con costillas, un sacro parcial, cinco centros de vértebras caudales, dos espinas de vértebras caudales, un cheurón, un húmero, una ulna, un radio, dos iliones parciales, dos isquiones, un fragmento de pubis, y un fémur parcial. Se estima su tamaño completo en 13-14 metros y con un peso de cerca de 8 toneladas.  El espécimen era un animal adulto con pequeños dientes de apenas 18 milímetros de longitud los cuales indican que, como los demás saurópodos, era un herbívoro. Los restos fosilizados de plantas que vivieron en la misma época que Soriatitan sugieren que este habitaba en un clima subtropical con un paisaje dominado por árboles de coníferas, los cuales pueden haber sido su principal fuente de alimentos.

## Descubrimiento e investigación
El único espécimen descubierto de Soriatitan, S. golmayensis, fue encontrado en la Formación Golmayo, datada del Hauteriviense superior al Barremiense inferior, en la provincia de Soria en España. El material se halló en el depósito Zorralbo 1 localizado en vecindades de la población de Golmayo. La excavación fue iniciada en 2000 por un equipo de paleontólogos de la provincia de Soria, y se inició la preparación de los restos en 2009, con ayuda de la Fundación Dinópolis.
El descubrimiento de S. golmayensis muestra la presencia de braquiosáuridos durante el Cretácico Inferior en Europa y Norteamérica, lo cual apoya la hipótesis de que las placas tectónicas de estas masas terrestres aún seguían unidas por aquella época. S. golmayensis es el único braquiosáurido conocido descrito del Cretácico de Europa. Hasta su descubrimiento, se consideraba que los braquiosáuridos se habían extinto en Europa hace unos 130 millones de años.

## Clasificación
Los análisis cladísticos han identificado que los huesos pertenecen a un titanosauriforme miembro de la familia Brachiosauridae. Los fósiles comparten características similares tanto con los braquiosáuridos de Europa como los de América del Norte. Al igual que Cedarosaurus, Tastavinsaurus y Venenosaurus tenía espinas neurales anterior-medias inclinadas hacia adelante, además de tener un margen lateral proximodistalmente recto entre la cabeza proximal y el eje del húmero, como ocurre en Cedarosaurus.